# Niemiecki nazistowski obóz dla polskich dzieci w Łodzi (1942–1945)

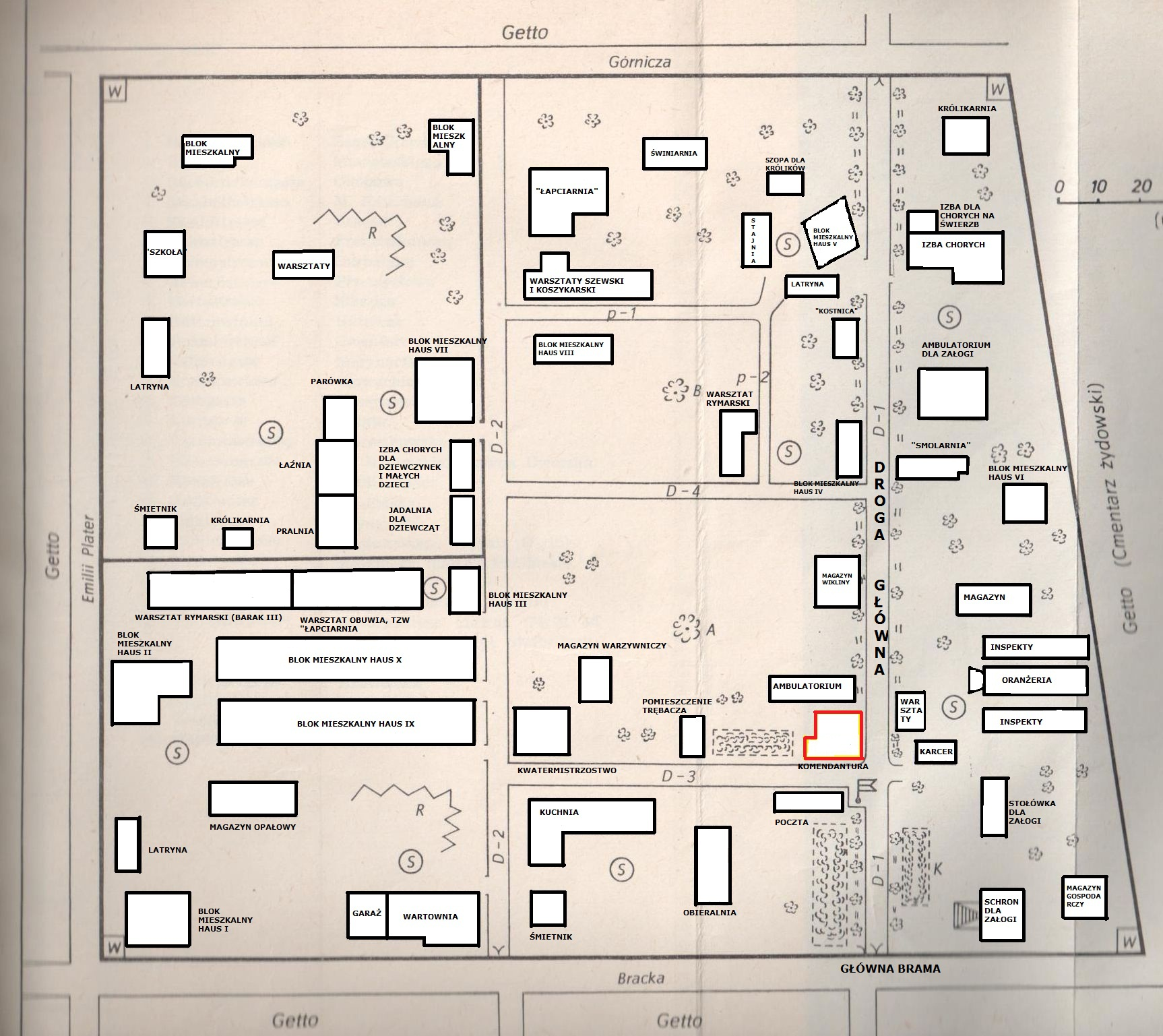
Plan obozu przy ul. Przemysłowej na bazie planu opracowanego przez J. Witkowskiego. Czerwonym kolorem oznaczono istniejący do dziś budynek jego komendantury

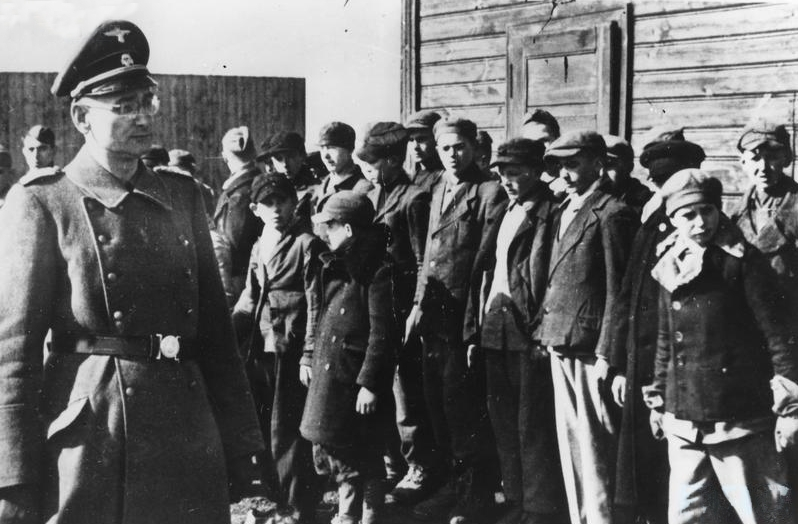
Apel w Obozie wychowawczym dla młodych Polaków Policji Bezpieczeństwa w Łodzi

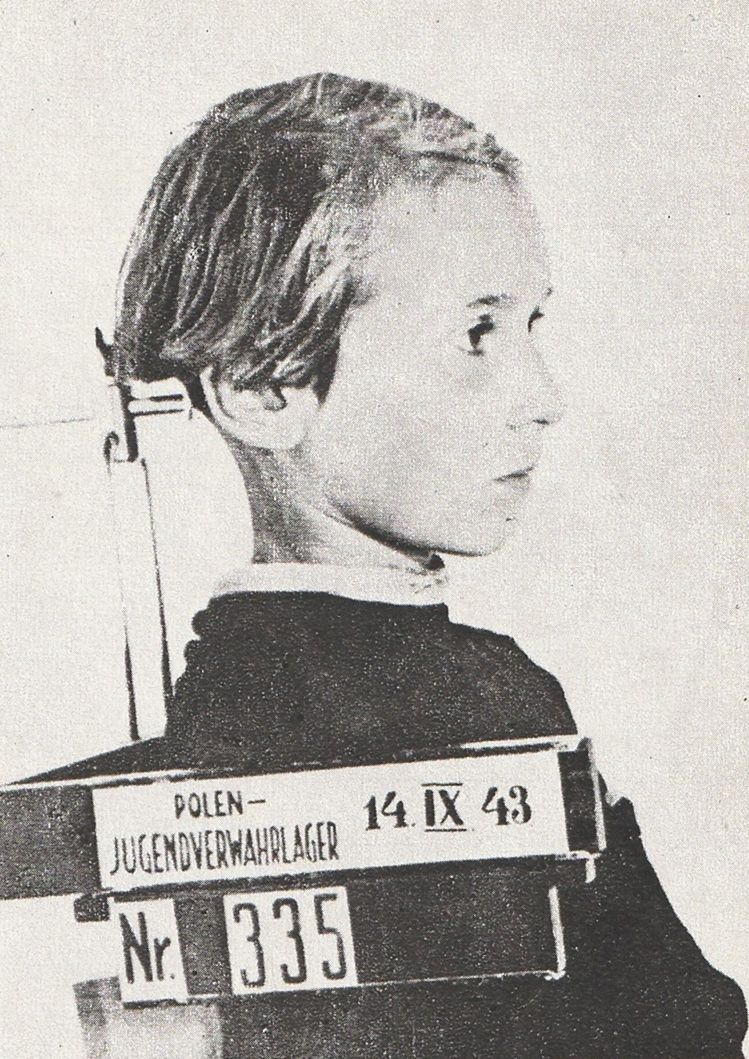
Polskie dziecko, uwięzione w niemieckim hitlerowskim obozie przy ulicy Przemysłowej

Niemiecki nazistowski obóz dla polskich dzieci w Łodzi (1942–1945), także (jako tłumaczenie nazwy niemieckiej) Obóz prewencyjny (izolacyjny) dla młodych Polaków Policji Bezpieczeństwa w Łodzi (niem. Polen-Jugendverwahrlager der Sicherheitspolizei in Litzmannstadt), również potocznie Kinder-KL Litzmannstadt, Kinder-KL – obóz utworzony przez Niemców na obszarze wydzielonym z łódzkiego getta (graniczący od wschodu z cmentarzem żydowskim przy ul. Brackiej), przeznaczony dla dzieci i młodzieży polskiej od 6 do 16 roku życia. Utworzony został 1 grudnia 1942, a pierwszy transport więźniów przybył 11 grudnia 1942 roku. Funkcjonował do końca okupacji niemieckiej w Łodzi, do 19 stycznia 1945 roku.
Obóz przy ul. Przemysłowej, został określony jako obóz koncentracyjny przez Józefa Witkowskiego – autora monografii dotyczącej tego obozu, pochodzącej z 1975 roku . Jego kolokwialna, powojenna nazwa (Obóz przy ul. Przemysłowej) pochodzi od ulicy, w ciągu której znajdowała się jego brama główna wjazdowa i która dalej, na odcinku obozowym, była wykorzystywana jako plac apelowy.

## Historia obozu
Na naszych wschodnich terenach Niemiec, szczególnie w „Okręgu Warty”, zaniedbanie młodzieży polskiej rozwinęło się poważnie i stanowi groźne niebezpieczeństwo dla młodzieży niemieckiej. Przyczyny tego zaniedbania leżą przede wszystkim w nieprawdopodobnie prymitywnym standardzie życia Polaków. Wojna rozbiła wiele rodzin, a uprawnieni do wychowywania nie są w stanie spełniać swych obowiązków, polskie zaś szkoły zamknięto. Stąd też dzieci polskie, wałęsające się bez jakiegokolwiek nadzoru i zajęcia, handlują, żebrzą, kradną, stając się źródłem moralnego zagrożenia dla młodzieży niemieckiej

Zamysł utworzenia takiego obozu na ziemiach polskich włączonych do III Rzeszy pojawił się prawdopodobnie w czerwcu 1941, gdy Niemcy rozważali rozwiązanie problemu polskich dzieci i młodzieży na terenach polskich włączonych do III Rzeszy. Bezdomnych, przyłapanych na drobnych kradzieżach, szmuglu oraz ulicznym handlu. Również sierot po zabitych bądź aresztowanych przez nazistów rodzicach. Do tego czasu były one umieszczane wraz z dziećmi niemieckimi w dotychczas funkcjonujących domach dziecka lub innych podobnych placówkach. Za pierwotne źródło podjęcia tej kwestii należy uznać wcześniejsze zarządzenie o rozdziale Polaków od Niemców na terenach okupowanych w każdych warunkach. Konieczność powstania obozu została usankcjonowana zarządzeniem Heinricha Himmlera z 28 listopada 1941 roku.
Wybrawszy na jego pomieszczenie Łódź (Litzmannstadt) rozważano tu kilka lokalizacji: klasztor franciszkanów w łódzkich Łagiewnikach, szkołę w Cisnej k. Łodzi, majątek ziemski w Dzierżąznej k. Zgierza oraz teren na odległych przedmieściach w północno-zachodniej części miasta (dziś Marianów, w dzielnicy Bałuty), przy Haidelbeerenweg (obecnie ul. Chlebowa).
Ostatecznie zdecydowano się na wydzielony z łódzkiego getta teren w rejonie ulicy Przemysłowej (podczas okupacji Gewerbestrasse), który najłatwiej było pozyskać. Poza tym był on już odpowiednio izolowany, poprzez fakt takiego położenia. Dodatkową przesłanką mogło być to, że takie umiejscowienie pozwalałoby na ewentualne rozszerzenie obszaru obozu bez większych problemów administracyjnych . Podnoszona w niektórych publikacjach chęć ukrycia jego istnienia nie była żadnym elementem tej decyzji. Podstawowym kryterium był łatwy do pozyskania i ewentualnego rozszerzenia w razie konieczności teren. Wydzielono z getta kwadrat pomiędzy obecnymi ulicami: E. Plater – Bracką – Górniczą i ówczesnym zachodnim murem cmentarza żydowskiego przy ul. Brackiej (obecnie fragment ul. Zagajnikowej). Gdy obóz już zaczął funkcjonować nad jego główną bramą wjazdową od ulicy Przemysłowej pojawił się duży „szyld” z pełną nazwą.
Główne i jedyne dla osób z miasta wejście (brama) znajdowało się na ul. Przemysłowej przy Brackiej (była również furtka od strony ul. Górniczej), stąd powojenna nazwa „obóz przy ul. Przemysłowej”. Obszar obozu został otoczony wysokim drewnianym płotem o bezszczelinowej konstrukcji, który wykonała żydowska brygada budowlana z getta.
Według założeń obóz miał być miejscem przetrzymywania polskiej młodzieży: przyłapanej na drobnych przestępstwach, bezdomnej albo której rodzice zostali aresztowani lub straceni.
Zarządzenie Głównego Urzędu Bezpieczeństwa Rzeszy mówiło, iż do obozu powinno się kierować „przestępców lub dzieci zaniedbane od 8 do 16 lat”. Początkowo przeznaczony dla dzieci i młodzieży od 8 do 16 lat, szybko jednak granica ta została obniżona do 6 roku życia, niepotwierdzone jednoznacznie informacje wskazują, że czasowo przetrzymywano tu też młodsze – od 2 roku życia.
Pierwsi więźniowie przybyli do obozu 11 grudnia 1942 roku (byli to m.in. Jan Balcerek, Władysław Bombiak, Jerzy Dąbrowski, Włodzimierz Jabłoński, Józef Jatczyk, Halina Szturma, Mieczysław Wlazło, Zdzisław Włoszczyński. Z nich pierwsze trzy numery otrzymali: Z. Włoszczyński – 1, H. Szturma – 2 i M. Wlazło – 3).

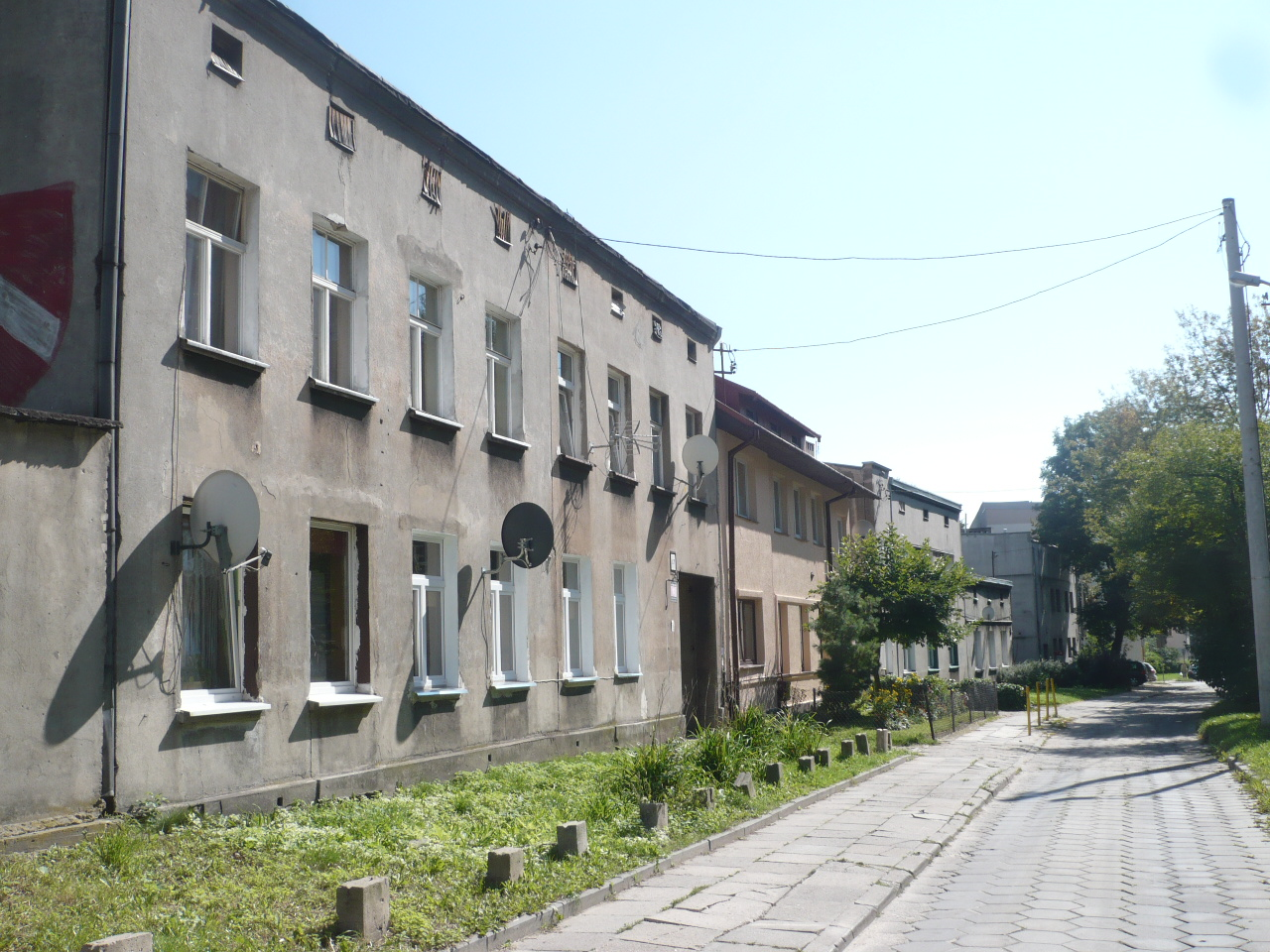
Łódź, ul. Przemysłowa na odcinku od Brackiej do Wojska Polskiego (strona wschodnia) – z fragmentem oryginalnej przedwojennej i wojennej zabudowy na odcinku będącym jedynym dojściem do bramy głównej obozu od strony miasta (dla ludności „aryjskiej”)

Obóz położony na terenie łódzkiego getta, nie był z nim powiązany w formalny sposób. Od strony miasta dojście do bramy głównej wiodło ulicą Przemysłową (wówczas Faust Str.) od Wojska Polskiego (Sulzfelder Str.). Od połowy tego odcinka, od obecnej ul. M. Reja, po stronie zachodniej (przeciwnej w stosunku do pokazanej na zdjęciu) biegł fragment granicy getta.
Obóz funkcjonował do końca okupacji niemieckiej w Łodzi, czyli do 19 stycznia 1945 roku. W momencie otwarcia jego bram przebywało w nim około 800 małoletnich więźniów, którzy dotarli samodzielnie do domów, bądź zostali zabrani przez rodziców i opiekunów, przede wszystkim ci pochodzący z Łodzi. Inne, które opuściły obóz samodzielnie, ale nie mogąc dać sobie rady z życiem na wolności, przede wszystkim z braku żywności, powróciły do obozu i stąd zostały zabrane do Pogotowia Opiekuńczego.
W nocy z 17 na 18 stycznia 1945 roku ofiarami masakry w więzieniu radogoskim w Łodzi stało się również kilkunastu chłopców z obozu przy ul. Przemysłowej, dla których pobyt w więzieniu stanowił punkt etapowy do wysyłki w inne miejsce. Znajdowali się na sali na III piętrze. Wszyscy zginęli jako pierwsi, gdy rozpoczęło się mordowanie więźniów na tej sali.

## Organizacja i administracja obozu
Obóz był zarządzany przez łódzką placówkę policji bezpieczeństwa (Sicherheitspolizei in Litzmannstadt), co było uwidocznione w jego oficjalnej nazwie. Stąd załogę stanowili jej funkcjonariusze i pracownicy cywilni – volksdeutsche.
Komendantem (Lagerkommandant) od momentu utworzenia do wyzwolenia był radca sądowy i szef policji kryminalnej w Łodzi, SS-Sturmbannführer Karl Ehrlich. W jego imieniu władzę w obozie sprawował najpierw Hans Heinrich Fuge, następnie Arno Wruck, a ostatnim szefem był Karl Enders.

### Schemat organizacyjny obozu
- Oddział I: Sprawy personalne – miał swoją siedzibę w oddziale Policji kryminalnej w Łodzi przy ul. Kilińskiego 152. Oddział ten decydował o kierowaniu młodocianych do łódzkiego obozu,
- Oddział II: zajmował się przyjęciami dzieci, zakładaniem im kartotek, korespondencją oraz badaniami rasowymi. Kierował nim Kriminalangestellte Johann Nerger, a podlegali mu Neugrodd oraz sekretarka Wolle. Do pomocy mieli polskich volksdeutsch’ów pracujących w policji kryminalnej: Alfonsa Pośpiecha, Józefa Borkowskiego (Kriminalangestellt; urzędnik kryminalny) i Boratyńskiego,
- Oddział III: Administracja i Rachunkowość – kierował nim esesman Augustin oraz Kriminalangestellte Hofman. Oddział zajmował się, obok spraw administracyjno-finansowych, również depozytami odebranymi małym więźniom przy przyjęciu do obozu,
- Oddział IV: Zaopatrzenie – kierownikiem był Kriminalangestellte Erwin Voigt, jego zastępcami byli SS-mani Kacper i Hanke. Magazyn żywnościowy prowadził niejaki Linke,
- Oddział V: Wartownicy i „wychowawcy”. Kierownikiem był Kriminalangestellte Alfred Hausch; podlegali mu wychowawcy SS-Wachmann Edward August, Teodor Busch, Kirchol, Mencl, Minikl oraz kolaboranci Józef Nowak, Boratyński, Józef Borkowski, Feliks Stankiewicz i Józef Rynkowski,
- Oddział VI: Obóz dziewczęcy i dzieci poniżej 8 roku życia. Kierowniczką była Sydomia Bayer; podlegały jej dozorczynie: Genowefa Pohl, Maria Koster, Maria Linke, Olga Reichelt[6] .
- Arbeitsbetrieb Dzierżążna über Biala, Kreis Litzmannstadt: filia obozu we wsi Dzierżązna. Jej kierownikiem był Hans Heinrich Fugge, zastąpiony później przez Arno Wrucka.

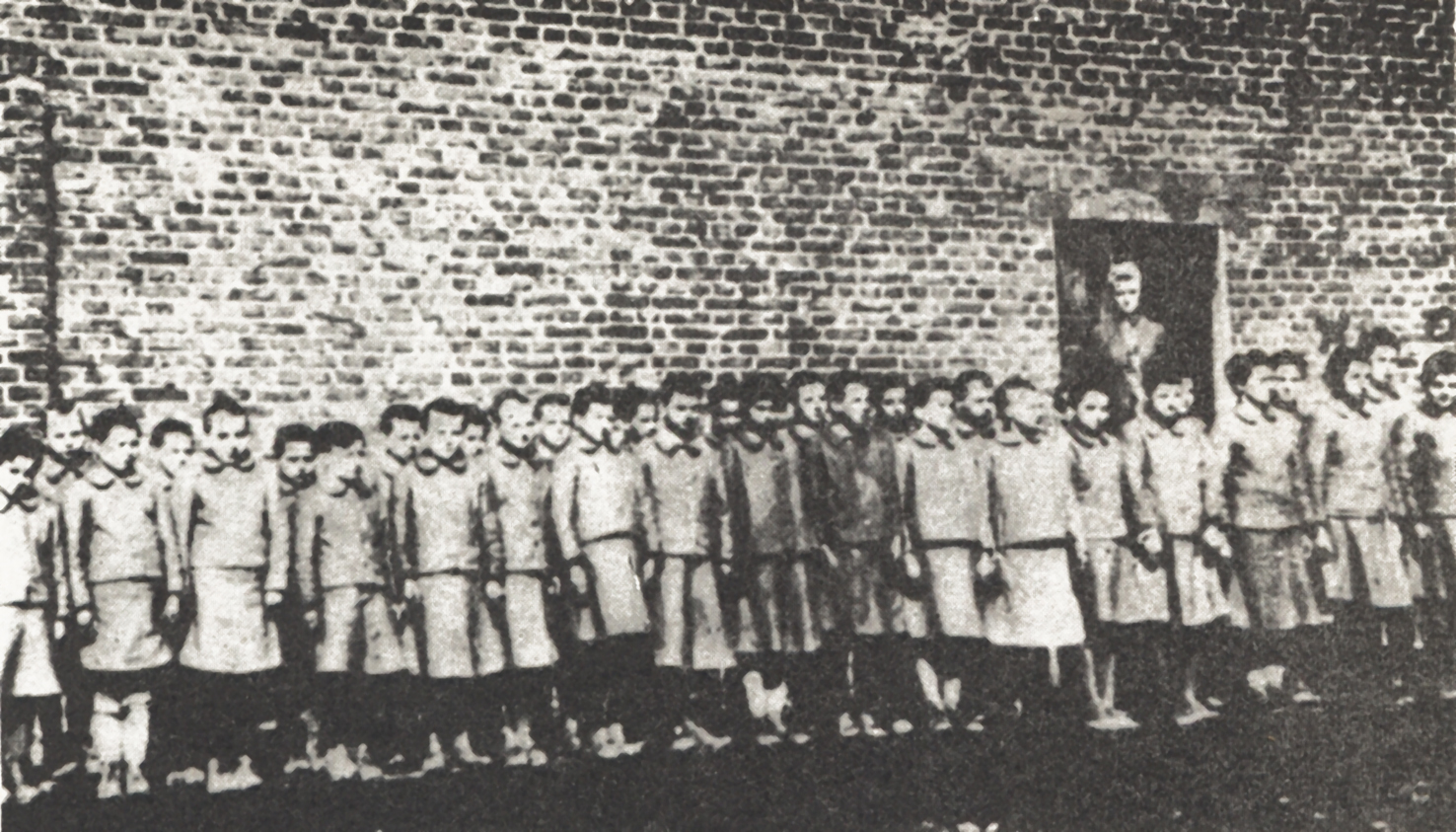
Dziewczęta na tle budynku podobozu dziewczęcego w obozie przy ul. Przemysłowej; w drzwiach stoi nadzorczyni Genowefa Pohl

Obóz macierzysty dzielił się na dwa podobozy: dla chłopców i dziewcząt. Ten drugi był usytuowany w północno-zachodnim narożniku i odgrodzony był od pozostałej części obozu wysokim murem ceglanym.

## Więźniowie

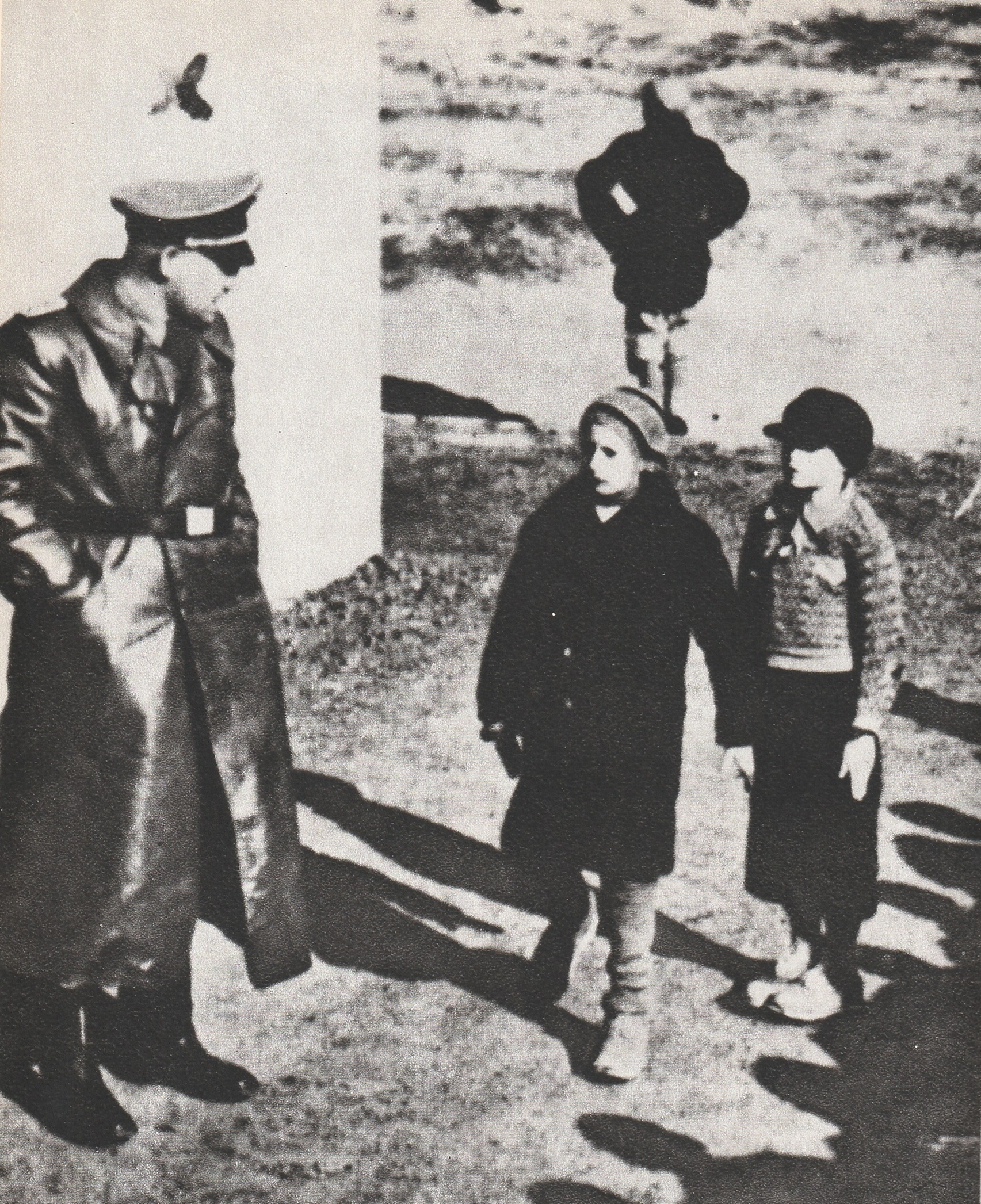
W obozie dla dzieci polskich przy ulicy Przemysłowej, w okupowanej przez Niemców Łodzi

Do obozu w Łodzi, na podstawie wyroków niemieckich sądów, kierowano młodocianych więźniów obojga płci głównie ze Śląska, Zagłębia Dąbrowskiego, Wielkopolski, Pomorza, Mazowsza, a także z Łodzi i terenów rejencji łódzkiej. Trafiały tu bezdomne dzieci zatrzymane na ulicach, drogach i dworcach kolejowych, osierocone w wyniku zabicia bądź wywozu rodziców na roboty do Niemiec lub do obozów koncentracyjnych czy więzień. Osobną grupę stanowiły dzieci członków ruchu oporu i więźniów politycznych skazanych przez nazistowskie sądy, które Niemcy uważali za „dzieci terrorystów polskich”. Tutaj zostały przywiezione dzieci z Mosiny i Poznania rodziców aresztowanych za działalność antyfaszystowską osób skupionych wokół dr. Franciszka Witaszka. W obozie przebywały również dzieci (w wieku od 8 do 14 lat) Świadków Jehowy z Wisły, których rodzice odmówili podpisania Volkslisty. Do obozu kierowano również dzieci Polaków wysiedlonych z różnych regionów Polski m.in. z terenów Zamojszczyzny, tzw. dzieci Zamojszczyzny.
Do obozu trafiały dzieci od 2 do 16 lat, a nawet niemowlęta. Po ukończeniu 16 roku życia małoletnich więźniów kierowano do pracy przymusowej na terenie Niemiec. Dziewczęta, przyuczane do pracy na roli w filii w Dzierżąznej, kierowano do podobnej pracy w Niemczech. Natomiast kwestia kierowania młodocianych więźniów do obozów koncentracyjnych dla dorosłych, np. do KL Auschwitz wydaje się nad wyraz dyskusyjną.
Najczęściej podawanym powodem kierowania do obozu było „wałęsanie się”. Na tej podstawie niemieckie władze okupacyjne mogły umieścić w obozie jakiekolwiek polskie dziecko spotkane na drodze. W uzasadnieniu skierowań do obozu podawano również inne powody:
- nielegalnie nabył karty żywnościowe,
- ojciec na robotach w Rzeszy, matka w obozie koncentracyjnym w Oświęcimiu, dzieciom grozi zaniedbanie,
- kradnie z innymi dziećmi owoce w ogrodach, zwłaszcza obywateli niemieckich; matka nie troszczy się o niego, ojciec nie żyje,
- znalezione w wieku 3 lat dziecko, które przebywało w sierocińcu w Katowicach, jest kaleką. Trudne do wychowania, trzęsie głową, moczy łóżko, ma skłonności do kradzieży[7].

Wszystkie uwięzione tu dzieci, w wieku od 8 do 16 lat, musiały pracować w warsztatach funkcjonujących na terenie obozu (ustalano im dzienne normy do wykonania), ponadto wykorzystywano młodocianych więźniów do rozbudowy obozu. Działo się to nawet wbrew okupacyjnemu prawodawstwu, które za najniższy dopuszczalny wiek, od którego można było rozpocząć pracę, ustalało wiek lat 12.
W obozie chłopcy wyrabiali buty ze słomy, koszyki z wikliny, paski do masek przeciwgazowych oraz skórzane części do plecaków. Dziewczynki pracowały w pralni, kuchni, pracowni krawieckiej i w ogrodzie. Pracę administracja nagradzała skromnym wyżywieniem. Dzieci otrzymywały na śniadanie kromkę suchego chleba i kubek czarnej kawy bez cukru, na obiad zupę z ziemniaków w łupinach lub z brukwi, bez tłuszczu, a kolacja była powtórzeniem śniadania.

### Liczba więźniów i ofiar

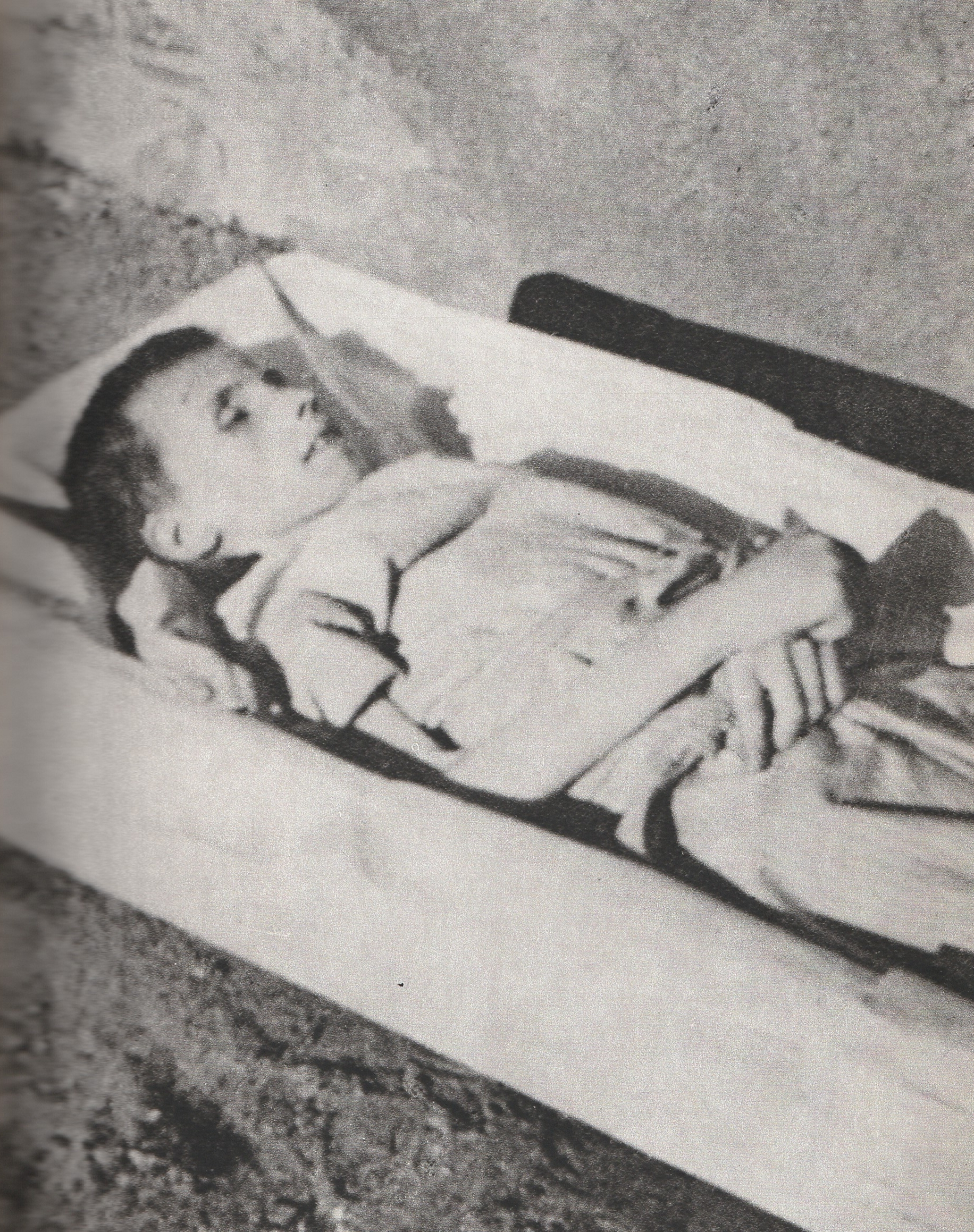
14-letnia polska dziewczynka, zmarła w niemieckim obozie dla dzieci polskich przy ulicy Przemysłowej

Przez obóz do 18 stycznia 1945 przeszło, według różnych szacunków, od 2 do ponad 3 tysięcy dzieci, a zmarło niemal 200. Dokładna liczba ofiar obozu nie jest znana. Przyczyną śmierci były głodowe racje żywnościowe, praca ponad siły, fatalne warunki sanitarne i brutalne traktowanie młodocianych więźniów. W obozie nie były wykonywane wyroki śmierci, nie było krematorium i komory gazowej.
W swojej monografii Józef Witkowski zawarł opartą na swoich szacunkach informację, iż przez obóz przeszło co najmniej 12–13 tys. więźniów, z których – według niego – zmarło na miejscu około ⅓, czyli 4000. Według ustaleń śledztwa prowadzonego przez łódzki IPN w obozie oraz jego filii w Dzierżąznej k. Białej, niedaleko Zgierza jednorazowo było więzionych około 1000-1200 dzieci. Obóz był czynny od grudnia 1942 roku. Jeszcze w kwietniu 1943 r. było tam tylko około 300 dzieci. Biorąc pod uwagę zeznania byłych więźniów wiadomo, że przez dwa lata nie mogło przez ten obóz przejść więcej niż trzy tysiące dzieci. Wiadomo również, że nie wszystkie zmarły. W dokumentach wymienionych jest z nazwiska 72 dzieci, które zginęły w obozie. Ta liczba jest zaniżona, ale można przyjąć, że w obozie zmarło sto kilkadziesiąt dzieci, co zgadzało by się z zeznaniami lekarza Urbańskiego, który był trzy razy w tygodniu wzywany przez Niemców, by sprawować opiekę medyczną nad małymi więźniami. Tygodniowo umierało jedno, dwoje dzieci. Obóz był czynny 110 tygodni.
Stan osobowy obozu i ogólny stan zdrowotności małych więźniów według sprawozdań przesyłanych do Berlina (do Reichskriminalpolizeiamt, Werderscher-Markt 5/6) przez lekarza obozowego przedstawiał się pomiędzy wrześniem 1943 a listopadem 1944 następująco:
| Sprawozdanie za | Przeciętny stan osobowy w danym m-cu | Liczba zgonów w danym m-cu | Stan Izby Chorych ogólnie | Stan Izby Chorych (chłopcy / dziewczęta / małe dzieci) |
| --------------- | ------------------------------------ | -------------------------- | ------------------------- | ------------------------------------------------------ |
| IX 1943         | 926                                  | 1                          | 58                        | 35 / 18 / 5                                            |
| X 1943          | 999                                  | 1                          | 55                        | 28 / 22 / 5                                            |
| XI 1943         | 1056                                 | 2                          | 65                        | 32 / 29 / 4                                            |
| XII 1943        | 1086                                 | 5                          | 64                        | 40 / 17 / 7                                            |
| I 1944          | 1086                                 | 3                          | 80                        | 50 / 21 / 9                                            |
| II 1944         | 1078                                 | 4                          | 80                        | 55 / 16 / 9                                            |
| III 1944        | 1059                                 | 10                         | 38                        | 26 / 8 / 4                                             |
| IV 1944         | 1059                                 | 23                         | 20                        | 10 / 8 / 2                                             |
| V 1944          | 1030                                 | 9                          | 20                        | 9 / 7 / 4                                              |
| VI 1944         | 1068                                 | 2                          | 27                        | 16 / 9 / 2                                             |
| VII 1944        | 1040                                 | 1                          | 34                        | 18 / 15 / 1                                            |
| VIII 1944       | 1034                                 | 1                          | 67                        | 37 / 30 / –                                            |
| XI 1944         | 950                                  | 1                          | 47                        | 29 / 18 / –                                            |

W 2013 roku odsłonięto w archikatedrze łódzkiej tablicę pamiątkową (ufundowaną przez łódzką kurię), na której napisano, że w obozie zginęło ponad 12 tys. polskich dzieci, pomimo wyjaśnień pracowników merytorycznych oddziału łódzkiego IPN oraz oddziału „Radogoszcz” Muzeum Tradycji Niepodległościowych w Łodzi, iż taka liczba ofiar jest zdecydowanie zawyżona. W listopadzie 2017 r., z okazji obchodów uruchomienia obozu, Tomasz Toborek z Oddziałowego Biura Badań Historycznych IPN w Łodzi po raz kolejny powrócił do tej kwestii na łamach prasy stwierdzając, że informacje podające liczbę ofiar od 12 do 15 tysięcy dzieci są niezgodne z faktami historycznymi.
Najprawdopodobniej wszystkie zmarłe w obozie dzieci, przynajmniej te którym wystawiono oficjalne akty zgonu, zostały pochowane na cmentarzu przy ul. Kurczaki w Łodzi, który od połowy 1942 r. był jedynym w Łodzi cmentarzem grzebalnym dla Polaków, jak np. Jan Tratowski (ur. 25 V 1929), zmarły 30 VI 1944 r., pochowany 3 lipca w kwaterze 38, pole 7, linia 7, grób 1.
W lipcu 2023 r. „Dziennik Łódzki” podał informację o „przełomowym” odkryciu szczątków byłego więźnia prawdopodobnie Zdzisława Kafarskiego (zm. 13 IV 1944) na cm. Kurczaki w Łodzi.

## Higiena i zdrowotność w obozie
Ze względu na narzucony na dzieci w obozie obowiązek niewolniczej pracy, a także głód, surowe kary cielesne i choroby, młodzi więźniowie byli po kilku miesiącach doprowadzani do kompletnego wyniszczenia, przeobrażając się w „żywe kościotrupy”.
Dzienna racja żywnościowa przypadająca na jednego więźnia obejmowała na śniadanie i kolację pajdę chleba (100–150 g) i pół litra czarnej kawy, czasem dosładzanej sacharyną, oraz na obiad litr zupy z brukwi, liści buraków lub kapusty, niekiedy dostępna była także łyżka marmolady. Więźniom przebywającym na „izbie chorych” przysługiwała połowa tejże racji żywnościowej, a jedną z powszechnie stosowanych kar było całkowite lub częściowe pozbawianie posiłków. W związku z tym dzieci w obozie cierpiały z powodu ustawicznego głodu, który nie dawał się zaspokoić mimo przesyłanych z domu nielicznym więźniom paczek, czy przez polowanie na ptaki, które dzieci szybko opanowały niemal do perfekcji.
Mycie odbywało się na dworze pod pompą bądź w miednicach, niezależnie od panujących warunków atmosferycznych. Zarówno mycie mydłem (które można było otrzymać wyłącznie w paczkach z domu), jak i zmiana bielizny należały do rzadkości. Do wiosny roku 1944 nie było na stałe czynnej łaźni ani pomieszczeń do parowania zawszonej odzieży. Bez względu na to, wszy i brud wśród więźniów były karane chłostą bądź pozbawieniem posiłku. Najgorsze warunki sanitarne panowały w budynku nr 8, gdzie umieszczane były dzieci moczące się w nocy. Z początku za moczenie się stosowano kary, jak również pozbawianiem sienników, a dzieci były budzone w nocy co dwie godziny. Kiedy to jednak nie pomogło władze obozowe uznały moczenie się za akt nieposłuszeństwa i wydzieliły dla tych „problematycznych” dzieci specjalny budynek. Dzieci z tego bloku spały na gołych deskach, które nie wysychając nigdy, gniły, a do dyspozycji miały wyłącznie koc, toteż spały w ubraniach i bieliźnie, a następnie w tej samej mokrej odzieży musiały pracować w ciągu dnia. Z powodu przykrego zapachu, więźniowie z bloku nr 8 pracowali cały rok na zewnątrz. Dzieci dostawały obrzęków do tego stopnia, że nie mieściły się w ubrania, a mimo to nie były praktycznie nigdy kierowane na izbę chorych. Z tego względu, śmiertelność była tu właśnie najwyższa.
Kierowniczka obozu dziewczęcego, Sydomia Bayer, tytułowana również „Frau Doktor” lub pielęgniarką, ponieważ prowadziła obozowe ambulatorium. Sanitariuszem (i fryzjerem) był Stanisław Mikołajczyk. Dzieci cierpiały najczęściej na zapalenie płuc, opon mózgowych, gruźlicę płuc, owrzodzenia na skórze, w jamie ustnej i gardle, szkorbut, krwawe biegunki, a nawet paraliż dziecięcy. W obozowym ambulatorium brakowało podstawowych środków opatrunkowych jak wata, bandaże, czy jodyna. Po zgłoszeniu się i zarejestrowaniu w księdze, chory dostawał baty od kierowniczki ambulatorium, Bayer, a następną karę w swoim miejscu pracy za symulowanie choroby. Według wspomnień więźniów Bayer powtarzała, że dzieci mogą zdychać, najważniejsi są żołnierze [niemieccy] na froncie.
W obozie miały miejsce dwie epidemie. W 1943 roku duru brzusznego i tyfusu plamistego. Początkowo władze obozowe usiłowały zataić pierwszą epidemię, ale wobec wzrostu zachorowań sprowadzono z getta czeskiego pediatrę, dr. Vogla. Mimo chęci pomocy nie mógł wiele zdziałać ze względu na brak jakichkolwiek leków. Z powodu coraz liczniejszych zgonów ogłoszono kwarantannę, a chorych zaczęto wywozić do specjalnie w tym celu utworzonego szpitala w getcie przy ul. Matrossenstrasse (obecnie ul. Organizacji Wolność i Niezawisłość), opróżnionego na polecenie władz niemieckich w trybie pilnym z pacjentów żydowskich. Ogółem zostało tu umieszczonych ok. 280 dzieci, wśród których, w wyniku troskliwej opieki żydowskich lekarzy, którzy obawiali się przeniesienia epidemii na teren getta, co mogło mieć katastrofalne skutki dla niego, nie zanotowano tu żadnego przypadku śmiertelnego. Po zakończeniu leczenia wszystkie umieszczone tu dzieci powróciły do obozu. W maju 1944 r. miała miejsce następna epidemia. Tym razem jaglicy. Wobec katastrofalnego braku lekarstw początkowo dzieci „leczono” ludowymi metodami, np. przemywaniem oczu moczem lub okładami z chleba zmieszanego z pajęczyną. Gdy choroba objęła cały obóz jego władze rozpoczęły dopiero pod koniec lipca bardziej skuteczne działania, których nie udało się doprowadzić do końca funkcjonowania obozu (styczeń 1945). Stąd wielu więźniów kontynuowało leczenie jeszcze po wyzwoleniu.
Według Józefa Witkowskiego podczas epidemii tyfusu, w okresie od grudnia 1943 do marca 1944, zachorowało ok. 1 tys. więźniów, z czego ⅔ zmarło, przy czym przeciętny stan obozu w tym okresie to ok. 1000 więźniów. Według oficjalnych raportów administracji obozowej w początkowej fazie epidemii zmarło kilkunastu więźniów. W czasie jej apogeum, w specjalnie przeznaczonym – na rozkaz Niemców – dla jej zwalczenia szpitalu w getcie (przy Matrosengasse, opróżnionym w trybie pilnym z pacjentów żydowskich), zostało umieszczonych ok. 280 dzieci, wśród których nie zanotowano żadnego przypadku śmiertelnego.

## Filia w Dzierżąznej

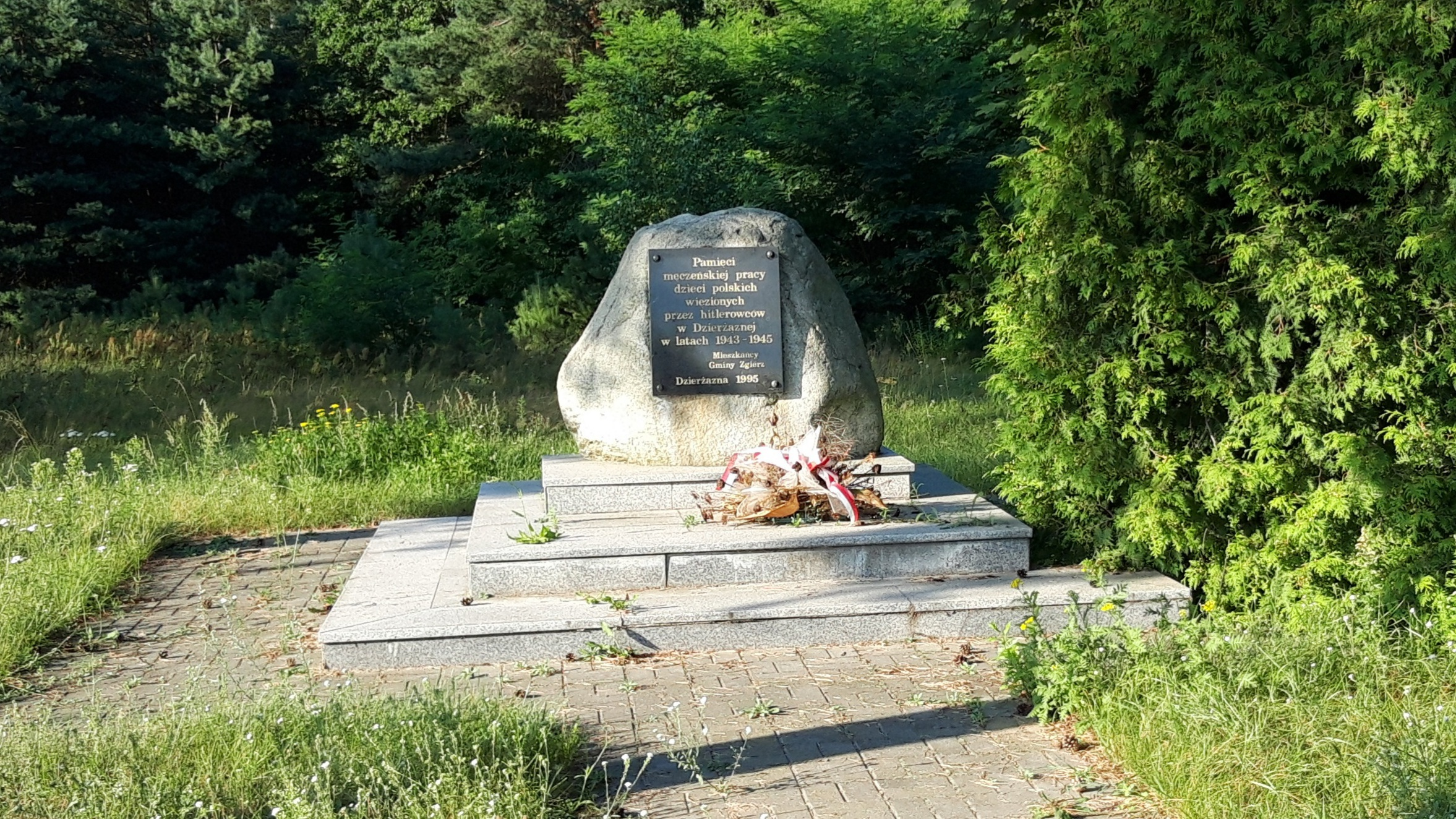
Obelisk upamiętniający filię obozu dla małoletnich Polaków w Łodzi w Dzierżąznej

Obóz miał filię, uruchomioną prawie w tym samym czasie co obóz macierzysty – w pierwszej połowie 1943, na folwarku we wsi Dzierżązna koło wsi Biała w pobliżu Zgierza. Jej zadaniem było z jednej strony dostarczanie żywności dla obozu macierzystego, z drugiej zaś przyuczanie starszych dziewcząt (od 14 do 16 roku życia) do pracy na roli, z celem kierowania ich po ukończeniu 16 lat na roboty przymusowe w gospodarstwach rolnych na terenie III Rzeszy. Jego oficjalna nazwa brzmiała Polen-Jugendverwahrlager der Sicherheitspolizei in Litzmannstadt – Arbeitsbetrieb Dzierżążna uber Biała, Kreis Litzmannstadt. Kierował nim Hans Heinrich Fuge. W folwarku, pomimo ciężkiej dla młodocianych pracy, panowały względnie lepsze warunki bytowania (możliwość ukradkowego dożywiania się). Nie zanotowano tu przypadków śmierci więzionych.

## Teren obozu po wojnie
W pierwszych dniach zakończenia okupacji niemieckiej w Łodzi (po 19 stycznia 1945) starsze dzieci opuściły obóz udając się samodzielnie do swoich domów rodzinnych. Część młodszych też tak uczyniła, ale niedługo potem powróciła na teren obozu, bo nie dała sobie rady z życiem poza jego ogrodzeniem. Stąd też zostały zabrane przez odradzające się w mieście służby i organizacje charytatywno-opiekuńcze.
W lutym 1945 na terenie obozu ulokowała się bliżej nieokreślona jednostka Armii Czerwonej. Jednostka ta opuściła to miejsce po kilku miesiącach.
Po tym epizodzie, na teren obozu, do swoich przedwojennych domów położonych na tym obszarze, powrócili ich dawni właściciele. Drewniane budynki obozowe powstałe w trakcie jego budowy – przede wszystkim duże baraki tzw. „Haus IX” i „Haus X” – zostały rozebrane najprawdopodobniej przez właścicieli (jeżeli nie przez okoliczną ludność) działek na których stały. Również likwidacji, zapewne w pierwszej kolejności, uległo 2-metrowe drewniane ogrodzenie i spożytkowane na różne cele przez okolicznych mieszkańców.
W latach 60. XX w. na terenie byłego obozu i dookoła niego powstało osiedle mieszkaniowe złożone z 4-piętrowych bloków, w ramach gruntownej przebudowy tego peryferyjnego rejonu miasta. Likwidacji uległy wszystkie budynki drewniane, często w złym stanie technicznym. Również murowane o ile kolidowały z położeniem nowych bloków.

### Zachowane budynki dawnego obozu (1975)

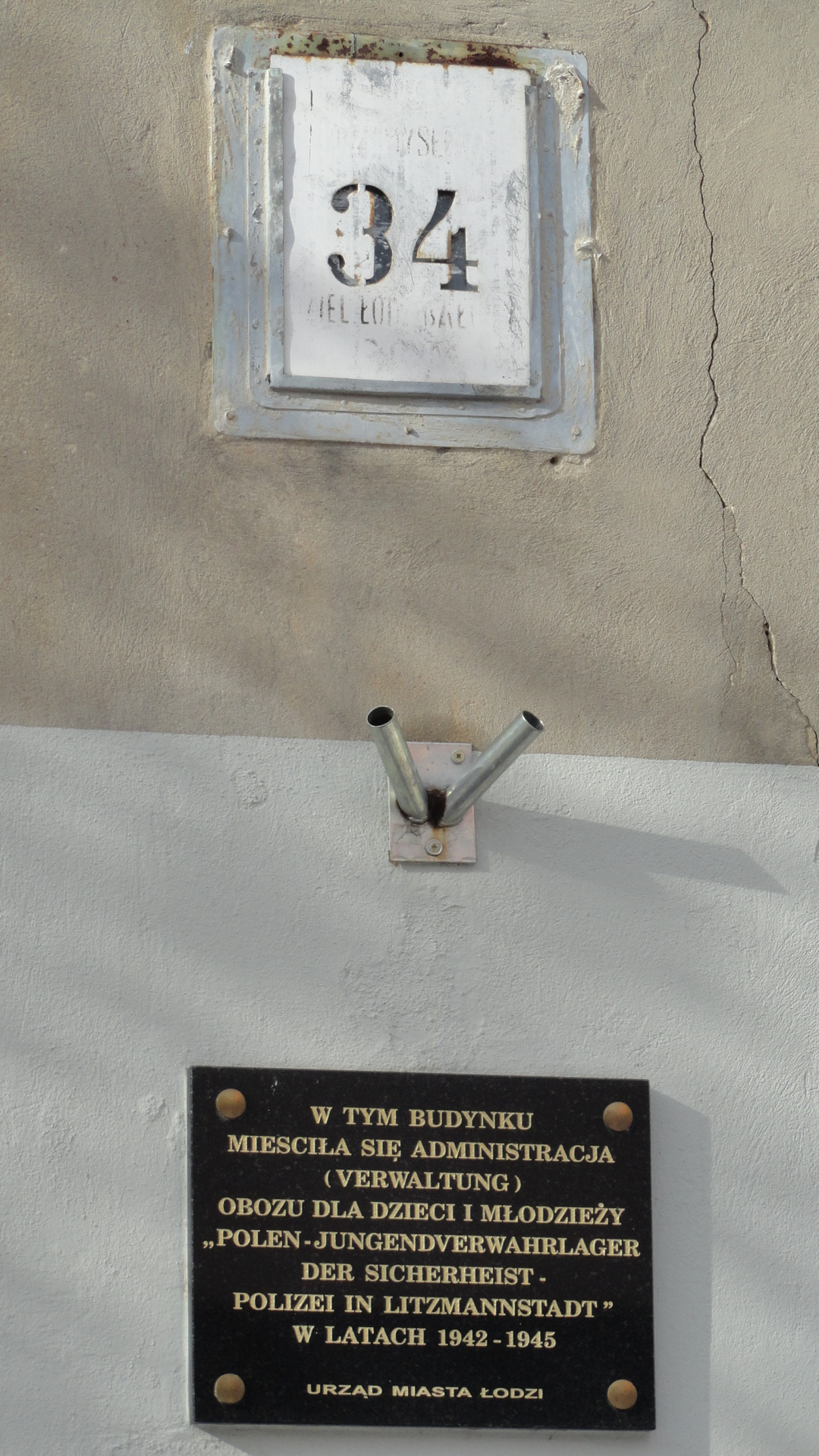
Tablica pamiątkowa na budynku przy ul. Przemysłowej 34 w którym mieściła się komendantura obozu

Zachowane po likwidacji obozu, choć w mniejszym lub większym stopniu przebudowane, były budynki:
- ul. Mostowskiego 19 – 1-piętrowy budynek; kwatermistrzostwo obozu i magazyn żywnościowy oraz warsztaty szewski i krawiecki na części piętra i poddaszu,
- ul. Mostowskiego 22 – 1-piętrowy budynek; tzw. „Haus VII” przeznaczony dla ok. 200 dziewcząt ulokowanych w czterech 2-izbowych salach, po dwie na każdym piętrze; na parterze znajdował się pokoik służbowy nadzorczyń,
- ul. Mostowskiego 26 – 1-piętrowy budynek; blok dziecięcy; dopiero w sierpniu 1943 r. przystosowany na potrzeby obozowe, dla ulokowania tu dzieci rodziców aresztowanych w ramach tzw. „sprawy mosińskiej”[38], ale wraz z nimi umieszczono tu na stałe ok. 100 dzieci,
- ul. Przemysłowa 29 i 29a – parterowy budynek; według b. więźnia J. Witkowskiego[39] to dawny karcer, ale z analizy obecnej zabudowy wynika, że mieściły się warsztaty ślusarski i stolarski oraz pomieszczenia elektryka i szklarza obozowego; karcer najprawdopodobniej w miejscu obecnego pawilonu handlowego stojącego obok,
- ul. Przemysłowa 34 – 1-piętrowy budynek z wysokim poddaszem; dawna komendantura obozu; tu znajduje się tablica informacyjno-pamiątkowa umieszczona w latach 70. XX w.
- ul. Przemysłowa 48a – parterowy murowany budynek; tzw. „Haus V” (blok przejściowy – kwarantanna), wykorzystywany szczególnie intensywnie podczas epidemii tyfusu w 1943 i jaglicy w 1944; często przetrzymywano tu do 300 dzieci.

W latach 70. XX w. wschodni fragment terenu byłego obozu, przylegający do muru cmentarza żydowskiego oraz część cmentarza, wykorzystano pod przedłużenie ul. Spornej, któremu nadano miano ulicy Zagajnikowej.

## Procesy oprawców
W okresie powojennym organizacje poszukujące zbrodniarzy wojennych w Polsce doprowadziły do procesów kilku z nadzorców i „wychowawców” Polen-Jugendverwahlager. W 1945 r. osądzono „wychowawców” – Edwarda Augusta i Sydonię Bayer, którzy zostali skazani na kary śmierci. Wyroki zostały wykonane (Sydomia Bayer została skazana 6 września 1945 r., wyrok wykonano 12 listopada 1945).
Ostatni proces związany z tym obozem toczył się w Łodzi od 12 marca do 2 kwietnia 1974 roku, kiedy to „wychowawczyni” Genowefa Pohl została skazana na 25 lat pozbawienia wolności. Wyrok odsiadywała m.in. w Rawiczu, do końca uważając, że padła ofiarą spisku. Zwolniona na początku lat 90. XX w., powróciła do Łodzi i tu zmarła w 2003 roku. Nie jest prawdą, że Genowefa/Eugenia Pol uczestniczyła w uroczystości odsłonięcia pomnika – pomnik został odsłonięty 9 maja 1971, a Genowefa Pohl została aresztowana 12 grudnia 1970.

## Upamiętnienie
W niedługim czasie po wojnie pamięć o istnieniu obozu uległa nieomal całkowitemu zapomnieniu, ponieważ mali więźniowie, już nawet w starszym wieku, nigdzie nie publikowali swoich wspomnień. W 1946 r. ukazał się artykuł Marii Niemyskiej-Hessenowej „Dzieci z »Lagru« w Łodzi”, opisujący stan psychofizyczny grupy 233 małych więźniów, które trafiły tuż po zakończeniu okupacji niemieckiej w Łodzi (19 stycznia 1945 r.) do Pogotowia Opiekuńczego w tym mieście:

Zdaniem wychowawców różniły się one od innych dzieci. Przywarła do nich nazwa »te z lagru«. Dla nich i dla wychowawców najtrudniejszy był pierwszy okres, w którym nasycały swój tak długo niezaspokajany głód. Dzieci podobne były wtedy do zwierzątek, rzucały się na wychowawców, traktując ich jak dozorców niemieckich, odbierały jedzenie innym towarzyszom. Kradły z magazynu. Dłużej niż tydzień nikt z opiekunów nie był w stanie z nimi wytrzymać. W miarę upływu czasu następowała z wolna poprawa na lepsze. Dzieci cieszyły się ciepłem i jaką taką odzieżą. Nie znosiły jednak w dalszym ciągu zbiórek, chodzenia parami, gwizdków – to wszystko przypominało im obóz. Z trudem też przychodziło im wierzyć w życzliwą postawę opiekunów-wychowawców. Ciągle widziały w nich dozorców niemieckich.

Przyczyną było również i to, że teren byłego obozu został szybko zamieszkany przez przedwojennych mieszkańców tego rejonu miasta; powrócili do swoich ocalałych domów, z których zostali wysiedleni w okresie okupacji, gdy tworzono getto. Kilka drewnianych budynków stricte obozowych, powstałych w okresie jego funkcjonowania, zostało jako „bezpańskie” rozebrane na opał. W 1947 r. rozpoczęła się przebudowa tego rejonu Łodzi, w ramach programu rewitalizacji Bałut. Z czasem powstały tu bloki mieszkalne.
Z zabudowy obozowej zachowały się do dziś tylko cztery murowane budynki: jeden przy ul. Mostowskiego i trzy przy ul. Przemysłowej, w tym budynek komendantury obozowej przy ul. Przemysłowej 34 – a na nim tablica informacyjno-pamiątkowa. Po przeciwnej stronie zachował się budynek warsztatów szewskiego i stolarskiego.
Pamięć o obozie została przywrócona w 1965 r. za sprawą reporterskiej publikacji łódzkiego literata i dziennikarza Wiesława Jażdżyńskiego – Reportaż z pustego pola. Niezależnie od zawartych w niej wielu pomyłek faktograficznych niedługo potem ruszyły działania społeczne i administracyjne mające na celu pomnikowe upamiętnienie tego miejsca. Reportaż a przede wszystkim wspomnienia Tadeusza Raźniewskiego „Chcę żyć” z 1971 r. stały się impulsem do napisania monografii tego obozu przez byłego więźnia – Józefa Witkowskiego, Hitlerowski obóz koncentracyjny dla małoletnich w Łodzi, która ukazała się w 1975 r. Pracując nad nią, już w 1968 i 1969 r. opublikował artykuły na temat obozu .
Inicjatywa pomnikowego upamiętnienia Obozu przy ul. Przemysłowej wyszła w 1967 r. od wychowanków Ośrodka Szkolno-Wychowawczego dla Dzieci Głuchych w Przemyślu. Powołano Komitet Budowy Pomnika, zorganizowano konkurs na jego projekt. Ostatecznie 19 lutego 1969 r. zatwierdzono do realizacji pracę Jadwigi Janus i Ludwika Mackiewicza z Łodzi.

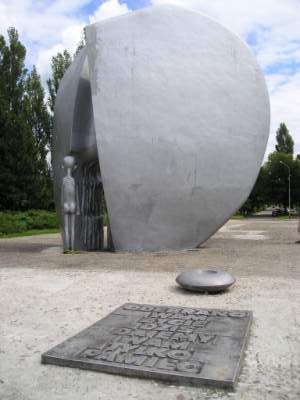
Pomnik Pękniętego Serca poświęcony małym więźniom „obozu przy ul. Przemysłowej” w Łodzi, odsłonięty 9 V 1971 roku

9 maja 1971 r. pomnik wraz z zaprojektowanym otoczeniem, został odsłonięty w pobliskim parku (podówczas im. „Promienistych”, od początku lat 90. XX w. park im. Szarych Szeregów). Pomnik Martyrologii Dzieci jest powszechnie nazywany w Łodzi pomnikiem „Pękniętego Serca”. Pomnik stoi poza terenem obozu.

Pomnik (…) mimo dużych, pomnikowych rozmiarów sprawia wrażenie drobnej kameralnej rzeźby. Nie ma w nim patosu, do którego przyzwyczaiły nas pomniki martyrologiczne chyba w całej Europie. A tu jest wyciszenie emocjonalne i zaskakująca siła refleksji. Ten pomnik nie krzyczy, ale przemawia do sumienia. Jest pokaźny gabarytowo, lecz zaskakująco intymny w swojej wymowie.

Z tej okazji został wydany staraniem i z materiałów ówczesnego Muzeum Historii Ruchu Robotniczego w Łodzi niewielki czarno-biały folder pt. „Obóz dla dzieci – Jugendverwahrlager w Łodzi, przy ul. Przemysłowej”, w którym obok kilkunastu zdjęć został opublikowany zarys dziejów tego obozu według ówczesnego stanu wiedzy. Podano w nim m.in. mylną liczbę dzieci, które przeszły przez ten obóz oraz liczbę ofiar (w ciągu istnienia „Jugendverwahrlager” więziono w nim co najmniej 12 000 dzieci. Z tego połowa poniosła śmierć). Był to pierwszy tak obszerny tekst o charakterze popularno-historycznym na ten temat.
Przed pomnikiem znajduje się metalowa płyta z napisem Odebrano Wam życie, dziś dajemy Wam tylko pamięć, z miejscem na zapalanie znicza podczas uroczystości. Tradycyjnie, 1 czerwca w Międzynarodowy Dzień Dziecka o godz. 12:00, przed pomnikiem odbywa się uroczystość na którą przyjeżdżali członkowie Koła Byłych Więźniów Hitlerowskiego Obozu Koncentracyjnego Dla Dzieci i Młodzieży w Łodzi. Od 1988 r. wręczane są tu i w tym dniu, łódzkie medale Serce – Dziecku. Kapituła Medalu, składająca się z uczniów gimnazjów i szkół średnich, co roku wyróżnia do dziesięciu dorosłych, którzy w specjalny sposób zasłużyli się w pracy na rzecz dzieci. Wśród wyróżnionych do tej pory znajdują się nauczyciele, pedagodzy i działacze organizacji charytatywnych.

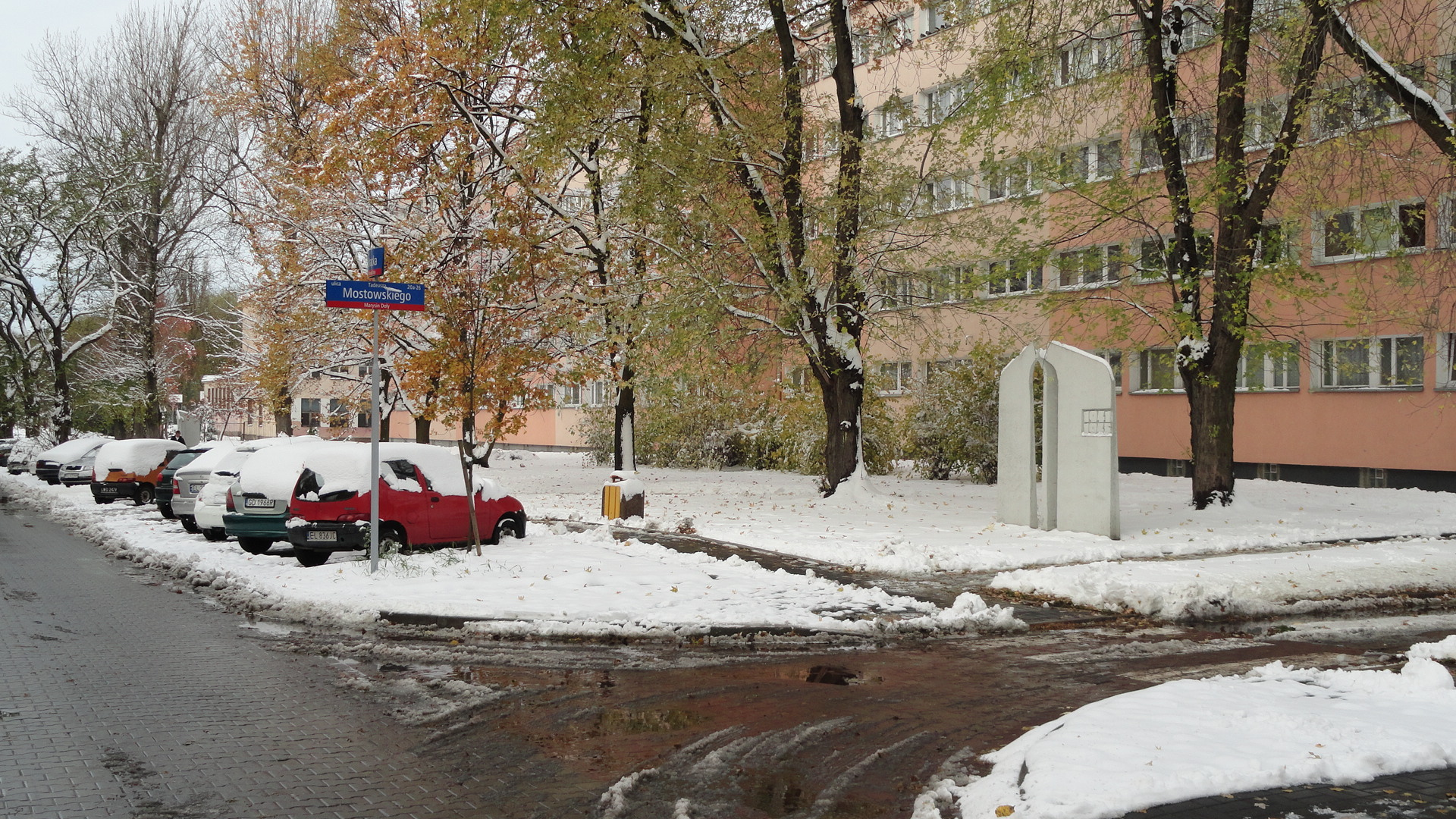
Jeden z czterech elementów symbolicznych ustawionych na rogach dawnego obszaru obozu; tu róg Brackiej i Mostowskiego

Formą upamiętnienia są również elementy plastyczne nawiązujące w swojej stylistyce do słupów z drutami pod napięciem elektrycznym otaczającymi niemieckie obozy koncentracyjne. Podobne elementy plastyczne (słupy) zostały ustawione w czterech narożnikach rzeczywistego obszaru obozu, jakkolwiek jego wschodnia granica nie jest obecnie prawdziwa, ponieważ obszar byłego obozu w tym miejscu, wraz z fragmentem cmentarza żydowskiego, został zaanektowany pod ulicę Zagajnikową (przedłużenie ul. Spornej).
22 kwietnia 1971 r. został zbiorowo przyznany Order Krzyża Grunwaldu II klasy Dzieciom-Ofiarom hitlerowskiego ludobójstwa w obozie przy ul. Przemysłowej w Łodzi. Za pomnikiem znajduje się druga płyta, informująca i upamiętniająca ten fakt, z napisem Dzieciom pomordowanym w tym obozie przez hitlerowskich ludobójców, w hołdzie dla ich męczeństwa, Rada Państwa Polskiej Rzeczypospolitej Ludowej nadaje order Krzyża Grunwaldu II klasy – [w tym miejscu umieszczono jego szkicowy rysunek] – 8 V 1971.
W 1975 r. ukazała się monografia historyczna dotyczącego tego obozu autorstwa jego więźnia – Józefa Witkowskiego pt. Hitlerowski obóz koncentracyjny dla małoletnich w Łodzi, jedyna dotychczas tego rodzaju publikacja, będąca podstawową bazą do dziejów obozu przy ul. Przemysłowej, jakkolwiek w niektórych miejscach kontestowana przez historyków na bazie nowych ustaleń (np. problem ilości ofiar – 12. tys.).
W pobliskiej Szkole Podstawowej nr 81 im. Bohaterskich Dzieci Łodzi – ul. E. Plater 28/32 – znajduje się niewielka izba pamięci poświęcona dziejom obozu. Izbę otwarto w kwietniu 1981 r. Głównym elementem izby jest makieta obozu. Oprócz makiety obozu znajduje się tu urna z ziemią z terenu obozu, kopia uniformu obozowego oraz kopie zdjęć więźniów i dokumentów (większość z nich pochodzi ze zbiorów Muzeum Tradycji Niepodległościowych w Łodzi).

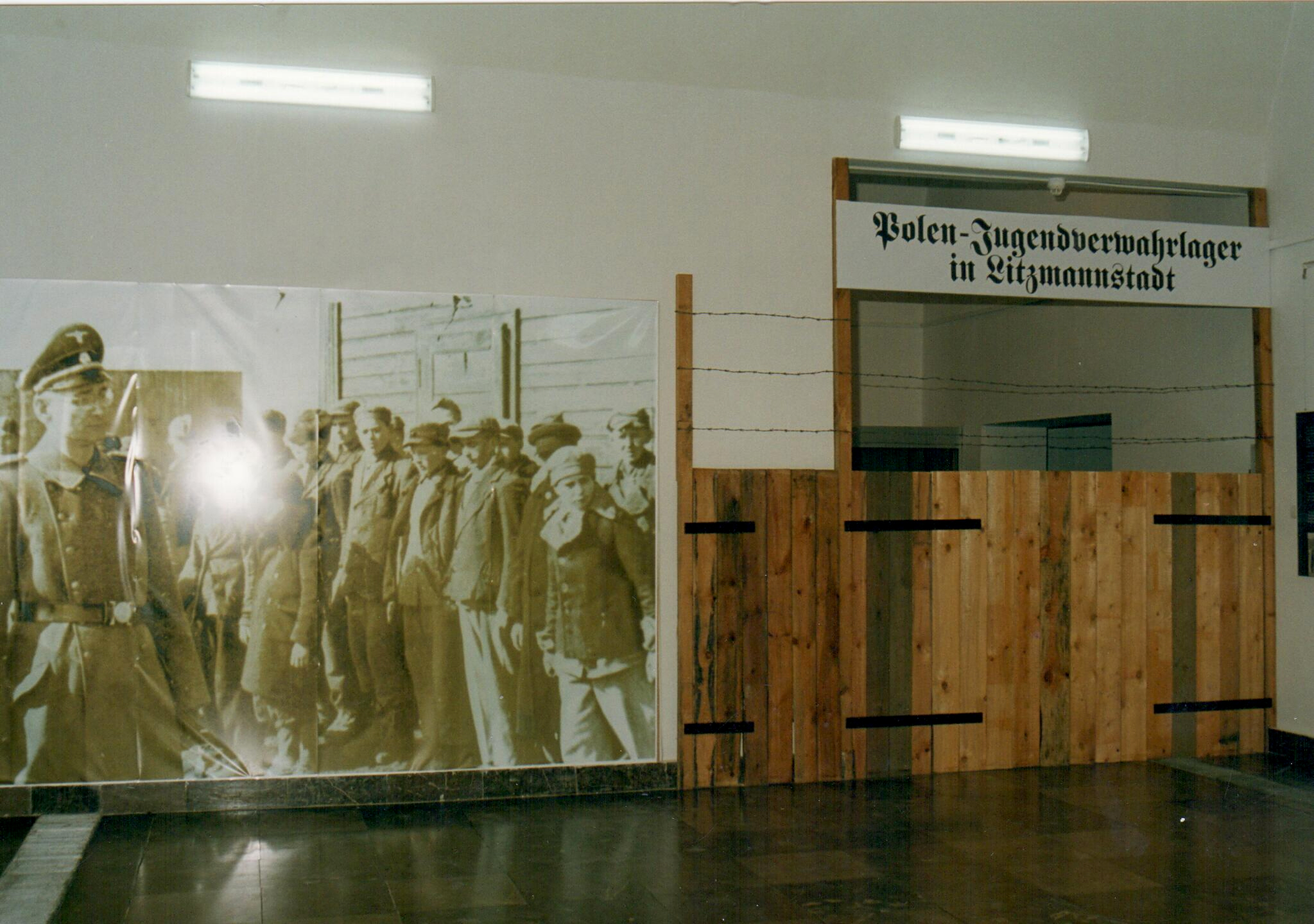
Fragment wystawy czasowej „Tylko gorycz i tęsknota…”, VI 2001; oddz. Radogoszcz Muzeum Tradycji Nieodległościowch w Łodzi

1 czerwca 2001 r. w Oddziale Radogoszcz Muzeum Tradycji Niepodległościowych w Łodzi otwarto wystawę czasową poświęconą obozowi Tylko gorycz i tęsknota…, powstałą między innymi przy współudziale merytorycznym grupy byłych więźniów, którzy też uczestniczyli w uroczystości jej otwarcia.
W 70. rocznicę utworzenia obozu odsłonięto na ścianach kamienic w dzielnicy Bałuty trzy murale przedstawiające postaci dzieci z obozu dla dzieci i młodzieży polskiej. Autorami są Piotr Saul – asystent na Wydziale Malarstwa i Rzeźby ASP we Wrocławiu oraz student łódzkiej ASP Damian Idzikowski.

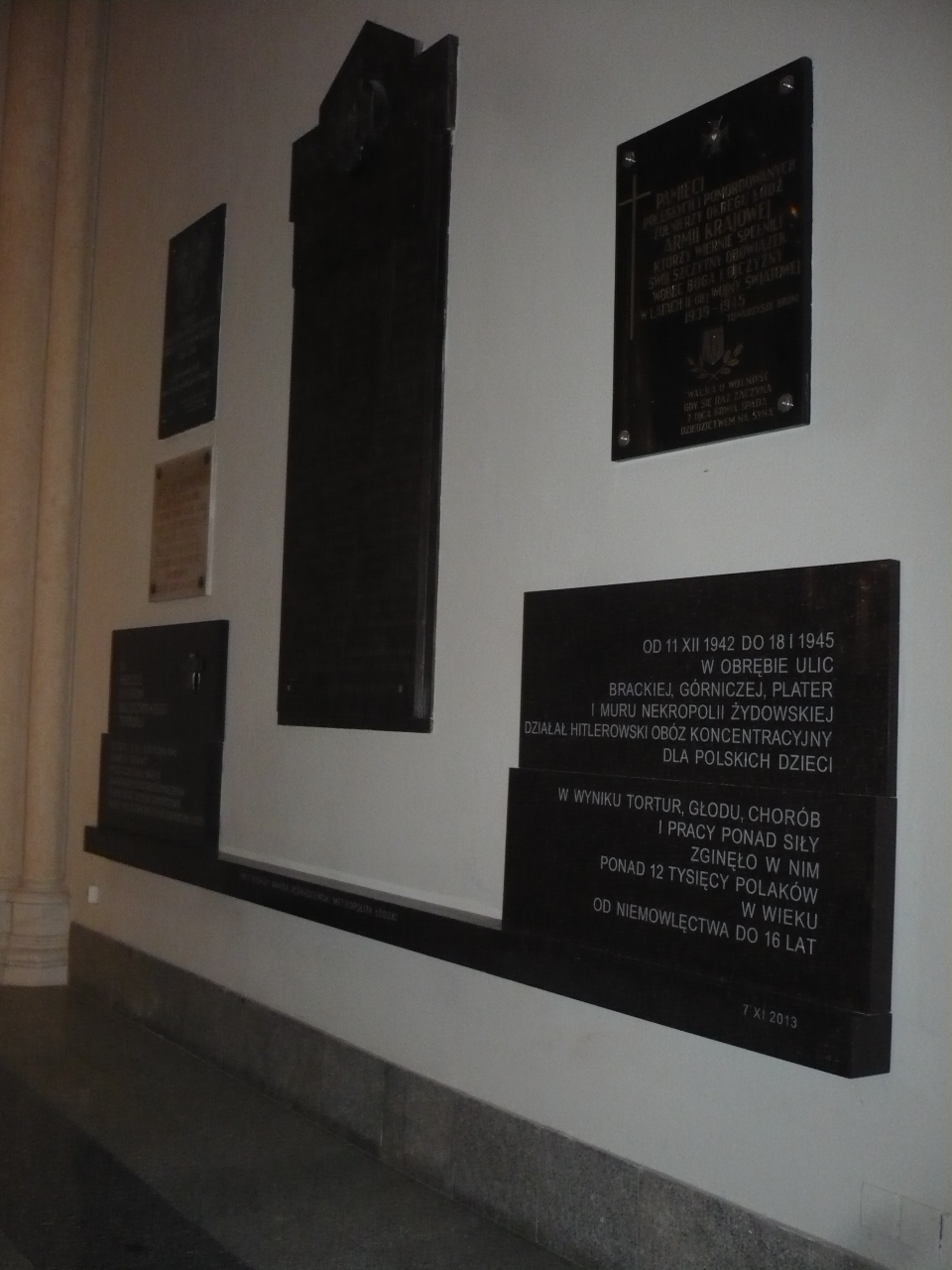
Tablica pamiątkowa poświęcona obozowi w łódzkiej archikatedrze; odsłonięta 7 listopada 2013

7 listopada 2013 r., w lewej nawie łódzkiej katedry, została odsłonięta tablica upamiętniająca ofiary obozu poświęcona przez abp. M. Jędraszewskiego. Po jej odsłonięciu zgromadzeni na uroczystości przeszli, niosąc zdjęcia identyfikacyjne niektórych małych więźniów, z katedry na teren byłego obozu, który otoczyli symbolicznym kręgiem.
W 2014 r. w publikacjach Aleksandra Szumańskiego Mord polskich dzieci w łódzkim getcie oraz Mały Oświęcim, autorstwa Jolanty Sowińskiej-Gogacz, pojawiła się teza, że po wojnie władze komunistyczne celowo zacierały pamięć o obozie. Polemikę podjęła „Kronika Miasta Łodzi” w numerze 3 z 2013 roku.
Około 2019 r. telewizja internetowa „Maskacjusz TV” na portalu YouTube zamieściła materiał dotyczący obozu przy ul. Przemysłowej. Jest to godzinny wywiad z pracownikiem naukowym łódzkiego IPN – dr Tomaszem Toborkiem, który przedstawia w nim zarys historii obozu oparty na faktach, a nie domysłach, polemizuje z wieloma mitami (ponad 12 tys. ofiar; „obóz koncentracyjny”, zapomniany obóz), komentuje fachowo dotychczasowe procesy załogi obozu (Sydonia Bayer, Edward August, Genowefa Pohl).
W maju 2020 r. oddział łódzki IPN umieścił przed frontem pomnika tablicę informacyjną, której treść sugeruje przeciwdziałanie kreowaniu nowej historii obozu w oderwaniu od ustalonych faktów, z napisem:

Pomnik martyrologii dzieci nazywany „Pomnikiem Pękniętego Serca”, został odsłonięty 9 maja 1971 r. Powstał dla upamiętnienia najmłodszych obywateli Państwa Polskiego zmuszanych do wyniszczającej pracy i zamordowanych w czasie II wojny światowej w obozie utworzonym przez niemieckie władze okupacyjne przy ul. Przemysłowej w Łodzi. W latach 1942–1945 do obozu zesłano od 2 do 3 tysięcy polskich dzieci w wieku od 8 do 16 lat, a nawet młodszych, z których zmarło ok. 200.

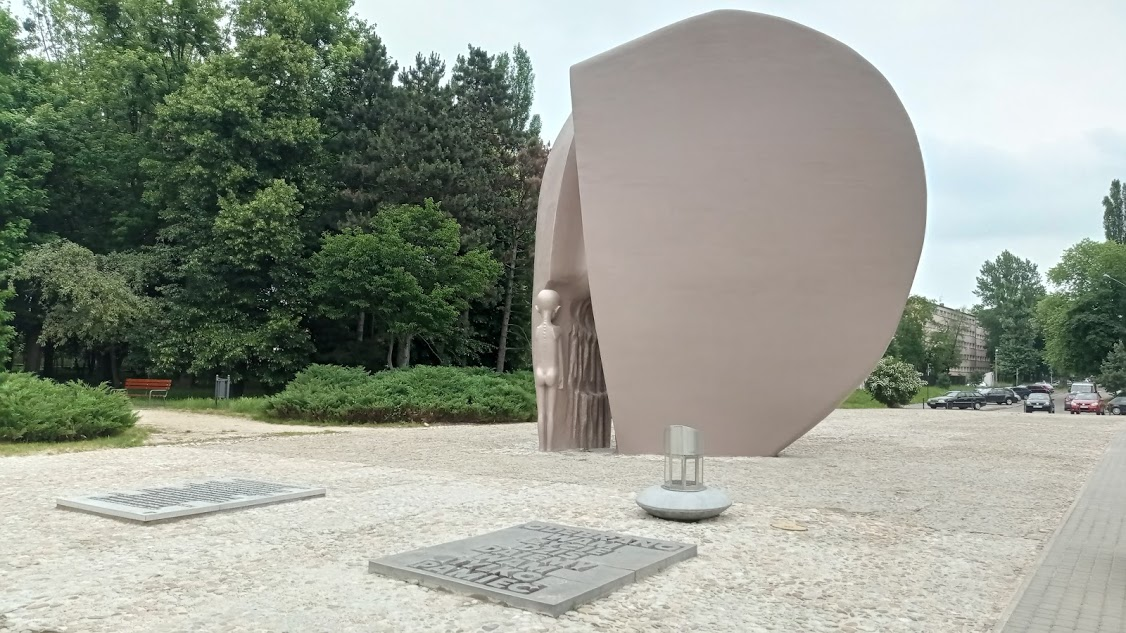
Pomnik „Złamanego Serca” wraz z nową tablicą informacyjną (po lewej stronie); od VI 2020

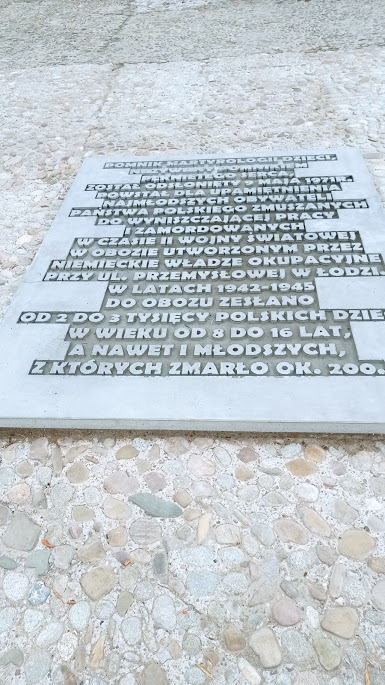
Zbliżenie tekstu tablicy informacyjnej oddz. łódzkiego IPN; od VI_2020

W 2021 roku łódzki raper Basti wydał singiel pt. Było takie miejsce poświęcony obozowi przy ulicy Przemysłowej w Łodzi.
8 grudnia 2022 roku do obiegu wszedł znaczek pocztowy upamiętniający obóz przy ul. Przemysłowej, przedstawiający postacie dziecięce za drutem kolczastym. Autorem projektu jest Jan Konarzewski.

### Muzeum
Celem upamiętnienia obozu 1 czerwca 2021 r. utworzono Muzeum Dzieci Polskich – ofiar totalitaryzmu. Niemiecki nazistowski obóz dla polskich dzieci w Łodzi (1942-1945). Na stanowisko p.o. dyrektora muzeum został powołany dr Ireneusz Piotr Maj. 11 sierpnia 2021 r. odbyło się dwudniowe spotkanie, m.in. z udziałem byłych więźniów, na którym p.o. dyrektor poinformował o powstaniu i inauguracji działalności muzeum (tymczasowo przy ul. Piotrkowskiej 90 w Łodzi). Towarzyszyła mu prezentacja 14-planszowej wystawy Urszula Kaczmarek, ofiara niemieckiego obozu dla dzieci polskich w Łodzi. Muzeum faktycznie ma rozpocząć działalność w ciągu następnych dwóch lat. Siedziba Muzeum ma znaleźć się na terenie dawnego obozu. Muzeum zakupiło dwa budynki mieszczące się na terenie dawnego obozu koncentracyjnego.
Jedną z nieruchomości jest tzw. Verwaltung przy ulicy Przemysłowej 34. Budynek dawnej komendantury obozu będzie miejscem przeznaczonym do ekspozycji stałej. Druga nieruchomość mieści się przy ul. Przemysłowej 29. W jej pobliżu znajdował się obozowy karcer.
Ponadto Muzeum zamierza pozyskać działkę (znajdującą się na terenie dawnego obozu) pod budowę siedziby stałej oraz parkingu.

### Filmy
- 1970: Obóz na Przemysłowej, film dokumentalny (czas 19'33") Danuty Halladin i Lidii Zonn na podstawie materiałów Głównej Komisji Badania Zbrodni Hitlerowskich w Polsce i Józefa Witkowskiego, konsultacja – dr Roman Hrabar; realizacja – Danuta Halladin, komentarz – Andrzej K. Wróblewski, czyta koment. – Aleksandra Śląska, prod. Wytwórnia Filmów Dokumentalnych w Warszawie; w wypowiadają się byli więźniowie[71]
- 1970: Twarz anioła film fabularny Zbigniewa Chmielewskiego. Bohaterem filmu jest jedenastoletni więzień obozu przy ul. Przemysłowej[72]. Osią fabuły jest relacja pomiędzy więźniem a oprawcą[73]
- 2012: Nie wolno się brzydko bawić, film dokumentalny w reż. Urszuli Sochackiej, którego treścią jest opowieść o trudnych relacjach byłego więźnia z córką (twórczynią filmu), które miały swoje źródło w przeżyciach obozowych. Film miał premierę 17 stycznia 2013 w kinie studyjnym Łódzkiego Domu Kultury[74][75]. Pokazany na wielu festiwalach i pokazach wzbudził też duże zainteresowanie w środowiskach psychologów i psychiatrów rzetelnością i sposobem pokazania problemu traumy poobozowej[76].
- 2016: Odebrano nam całe dzieciństwo, film dokumentalny Łukasza Bindka, TV „Trwam”[77]
- 2017: Uwolnić pamięć – pracę nad filmem dokumentalnym, opowiadającym o historii obozu i sposobach jego upamiętniania, zakończył Bartłomiej Rosiak[78].
- 2021: To było tu – film animowany w reż. Mateusza Winkla, powstał w ramach projektu Piekło przy Przemysłowej. Opowiada historię dziecka trafiającego do niemieckiego obozu. Opublikowany na platformie YouTube[79].

### Książki
- Renata Piątkowska, Dzieci, których nie ma, Wydawnictwo Literatura, Łódź 2020, ISBN 978-83-7672-802-5[80].
- Jolanta Sowińska-Gogacz, Błażej Torański, Mały Oświęcim. Dziecięcy obóz w Łodzi. Prószyński i S-ka, 2020. ISBN 978-83-8169-337-0[81].
- Błażej Torański, Kat polskich dzieci. Opowieść o Eugenii Pol. Prószyński i S-ka, 2022. ISBN 978-83-8295-113-4[82] (również w tłumaczeniu na jęz. rumuński[83]).